# Cyrtarachne szetschuanensis
Cyrtarachne szetschuanensis là một loài nhện trong họ Araneidae.
Loài này thuộc chi Cyrtarachne. Cyrtarachne szetschuanensis được Ehrenfried Schenkel-Haas miêu tả năm 1963.